# Reborn Live
Reborn Live, o directament Reborn, és el pseudònim d'un famós retransmissor en línea (streamer), conegut per interpretar el personatge del Superintendent Conway en la modalitat de joc de rol del videojoc Gran Theft Auto V.
Actualment, està entre els deu streamers espanyols més vistos. Només en el novembre de 2020, va tenir 1.977.659 hores visualitzades i amb un màxim de 113.707 espectadors simultanis.